# Фотиева, Лидия Александровна
Ли́дия Алекса́ндровна Фо́тиева (6 [18] октября 1881, Рязань — 25 августа 1975, Москва) — российская революционерка, советский политический деятель. Герой Социалистического Труда, кавалер четырёх орденов Ленина. Участница революций 1905—1907 и 1917 годов.
В 1918—1930 годах — секретарь СНК и СТО, одновременно в 1918—1924 годах — личный секретарь В. И. Ленина.

## Биография
Родилась в Рязани в семье служащего.
Училась (с перерывами) в Московской консерватории в 1899—1917 гг. и на Бестужевских курсах в Петербурге. В 1917 году получила диплом об окончании Московской консерватории.
За участие в студенческом движении была сослана в Пермь, где завязалась её переписка с Н. Крупской.
В 1904—1905 годах была в эмиграции в Женеве и Париже. Участница первой русской революции 1905—1907 гг. В 1917 работала в газете «Правда» в качестве сотрудницы В. Молотова. С 1918 г. — секретарь Совнаркома и СТО, секретарь В. И. Ленина.
С 1938 года работала в Центральном музее В. И. Ленина.
В 1941—1945 годы работала в ЦК МОПР (Международная организация помощи борцам революции).
С 1956 года — персональный пенсионер союзного значения. Умерла 25 августа 1975 года в Москве, похоронена на Новодевичьем кладбище.

## Награды
- Герой Социалистического Труда (18.10.1971)
- 4 ордена Ленина (1954; 1960; 28.10.1967; 18.10.1971)
- орден Трудового Красного Знамени (24.10.1961)
- медали

## Память
В честь Лидии Фотиевой названы:
- улица в Москве;
- улица в Санкт-Петербурге (с 1977 по 1991 год, ныне Елецкая улица).

Могила Л. А. Фотиевой на Новодевичьем кладбище в Москве

## Мемуары
- Из жизни Ленина. — М., 1956.
- Как работал Владимир Ильич Ленин. — М., 1956.
- Таким я помню Ленина. — М., 1961.
- Из воспоминаний о Ленине. — М., 1964.
- Из жизни Ленина. — М., 1967.
- В. И. Ленин — руководитель и товарищ. — М., 1970, 1973.
- Неиссякаемая энергия. — М., 1972.
- Встречи с В. И. Лениным в Женеве и Париже. — М., 1978.